# Тахини (река)
Тахини (англ. Takhini River) — река на северо-западе Канады. Течёт по территории Юкон и провинции Британская Колумбия. Левый приток верхнего течения реки Юкон.
Вытекает из озера на высоте около 1444 м над уровнем моря у ледника Чилкут в северо-западной части Британской Колумбии. В верхней половине течения, после пересечения границы территории Юкон около ледника Ротуэлл, протекает через озёра Тахини и Кусава.
Вследствие речной эрозии на крутых склонах вдоль Тахини к западу от Уайтхорса наблюдается оползневая активность оплывинного типа.
Около устья через реку переброшен мост трассы Клондайк. Тахини впадает в Юкон севернее Уайтхорса на высоте около 640 м над уровнем моря.